# 鲍奕珊
鲍奕珊（1923年1月12日—2005年4月25日），男，浙江镇海人，生于上海，中华人民共和国政治人物，曾任中国化学会秘书长，中国科学技术协会党组书记、书记处书记。